# Bertino údolí
Bertino údolí je údolí v Ústí nad Labem, vyhloubené Stříbrnickým potokem. V minulosti se u něho nacházela obec Stříbrníky, dnes část Ústí nad Labem. Obec dostala svůj název od stříbra, které se ve středověku v údolí těžilo. Pozůstatky po důlní činnosti jsou ještě dnes v údolí patrné, dokonce jedna štola je dodnes viditelná. V osmdesátých letech 19. století si místo oblíbila Bertha Schaffnerová, manželka Maxe Schaffnera, jenž byl ředitelem Spolku pro chemickou a hutní výrobu. Právě ona přišla s myšlenkou na vybudování přírodního parku. Údolí se brzy stalo oblíbeným vycházkovým cílem obyvatel. Přibyly zde lavičky, altánky, odpočívadla, v části nejblíže k dnešnímu sídlišti Stříbrníky byl vybudován umělý vodopád.

## Přístup
Místem prochází žlutě značená turistická stezka a trasa NS Bertino údolí, spojující ústecké sídliště Stříbrníky s ulicí Důlce. Poblíž Bertina údolí se nachází trasa trolejbusů se zastávkami V Rokli u horního konce údolí a Důlce v jeho dolní části.